# Liste der Baudenkmäler in Diespeck
Auf dieser Seite sind die Baudenkmäler in der mittelfränkischen Gemeinde Diespeck zusammengestellt. Diese Tabelle ist eine Teilliste der Liste der Baudenkmäler in Bayern. Grundlage ist die Bayerische Denkmalliste, die auf Basis des Bayerischen Denkmalschutzgesetzes vom 1. Oktober 1973 erstmals erstellt wurde und seither durch das Bayerische Landesamt für Denkmalpflege geführt wird. Die folgenden Angaben ersetzen nicht die rechtsverbindliche Auskunft der Denkmalschutzbehörde.
 Diese Liste gibt den Fortschreibungsstand vom 30. November 2022 wieder und enthält 24 Baudenkmäler.

## Baudenkmäler nach Gemeindeteilen

### Diespeck
| Lage                                                         | Objekt                                                   | Beschreibung | Akten-Nr.              | Bild           |
| ------------------------------------------------------------ | -------------------------------------------------------- | --- | ---------------------- | -------------- |
| Am Dettendorfer Weg (Standort)                               | Jüdischer Friedhof                                       | Ab 1785, mit Grabmälern ab dem späten 18. Jahrhundert und Taharahaus | D-5-75-118-12 Wikidata | weitere Bilder |
| Am Dettendorfer Weg (Standort)                               | Friedhofsmauer                                           | Steinquadermauer mit -pfosten, gleichzeitig | D-5-75-118-12 Wikidata | weitere Bilder |
| Am Kirchberg 8 (Standort)                                    | Pfarrhaus                                                | Zweigeschossiger verputzter Massivbau mit steilem Walmdach, Ecklisenen und Gurtgesims, 1691, Veränderungen 1772 und 1842                                                                         | D-5-75-118-2 Wikidata  | weitere Bilder |
| Am Kirchberg 12 (Standort)                                   | Evangelisch-lutherische Pfarrkirche St. Johannes Baptist | Saalbau, Langhaus mit Mansardwalmdach, eingezogenem Polygonalchor mit Strebepfeilern und Chorflankenturm mit Welscher Haube, 2. Hälfte 15. Jh., Langhausumbau bezeichnet „1752“; mit Ausstattung | D-5-75-118-1 Wikidata  | weitere Bilder |
| Am Kirchberg 12 (Standort)                                   | Kirchhofmauer                                            | Hohe, unregelmäßige Steinquadermauer mit Rund- und Spitzbogenportalen und Rundturm mit Kegeldach, spätmittelalterlich                                                                            | D-5-75-118-1 Wikidata  | weitere Bilder |
| Am Kirchberg 12, im östlichen Teil des Kirchhofes (Standort) | Grabmäler                                                | 19. Jahrhundert | D-5-75-118-1 Wikidata  | weitere Bilder |
| Bamberger Straße 1 (Standort)                                | Wohnhaus                                                 | Zweigeschossiger Satteldachbau mit verputztem Fachwerkobergeschoss, erste Hälfte 19. Jahrhundert, Fachwerk jünger                                                                                | D-5-75-118-3 Wikidata  | weitere Bilder |
| Bamberger Straße 22 (Standort)                               | Bauernhof: Wohnhaus                                      | Zweigeschossiger, massiver Halbwalmdachbau mit Ecklisenen, Sohlbankgesimsen und profilierten Hausteinrahmungen, dendrochronologisch datiert auf 1852                                             | D-5-75-118-4 Wikidata  | weitere Bilder |
| Bamberger Straße 22 (Standort)                               | Bauernhof: Scheune                                       | Verputzter Fachwerkbau mit Steilsatteldach mit rückwärtigen Anbauten, bezeichnet „1846“, Anbauten, jünger                                                                                        | D-5-75-118-4 Wikidata  | weitere Bilder |
| Bamberger Straße 22 (Standort)                               | Bauernhof: Schweinestall                                 | schmaler, traufseitiger Massivbau mit Satteldach, bezeichnet „1885“ | D-5-75-118-4 Wikidata  | weitere Bilder |
| Bamberger Straße 22 (Standort)                               | Bauernhof: Nebengebäude                                  | Ziegelsteinbau mit Holzkonstruktion und einseitig vorspringendem Satteldach, Mitte 19. Jahrhundert                                                                                               | D-5-75-118-4 Wikidata  | BW             |
| Bamberger Straße 51 (Standort)                               | Gasthaus                                                 | zweigeschossiger, verputzter Walmdachbau mit massiven Erd- und Fachwerkobergeschoss, dendrochronologisch datiert auf 1707/08                                                                     | D-5-75-118-6 Wikidata  | weitere Bilder |
| Bamberger Straße 51 (Standort)                               | Scheune                                                  | Fachwerkbau mit Walmdach, Ostwand mit Krüppelwalm, 18. Jahrhundert | D-5-75-118-6 Wikidata  | weitere Bilder |
| Birkenhof 6 (Standort)                                       | Wohnhaus                                                 | zweigeschossiger, verputzter Satteldachbau, überwiegend Fachwerk, dendrochronologisch datiert auf 1740/41, Aufstockung und Dach 1861                                                             | D-5-75-118-25 Wikidata | weitere Bilder |
| Birkenhof 6 (Standort)                                       | Scheune                                                  | rückwärtig angebaut, eingeschossiger Massivbau mit Fachwerkgiebel, dendrochronologisch datiert auf 1762/63, zum Teil erneuert                                                                    | D-5-75-118-25 Wikidata | BW             |
| Neustädter Straße 3 (Standort)                               | Wohnhaus                                                 | Zweigeschossiger Mansardwalmdachbau mit Fachwerkobergeschoss, Ende 18. Jahrhundert, aufgestockt 1817                                                                                             | D-5-75-118-8 Wikidata  | weitere Bilder |
| Neustädter Straße 12, 14 (Standort)                          | Doppelwohnhaus                                           | Zweigeschossiger Krüppelwalmdachbau mit Fachwerkobergeschoss, zweites Viertel 19. Jahrhundert | D-5-75-118-9 Wikidata  | weitere Bilder |
| Rathausplatz 5 (Standort)                                    | Wohnhaus                                                 | Zweigeschossiger Walmdachbau mit Fledermausgaube und Fachwerkobergeschoss, klassizisierende Haustür mit Messingbeschlägen, erste Hälfte 19. Jahrhundert                                          | D-5-75-118-10 Wikidata | weitere Bilder |
| Nähe Rathausplatz (Standort)                                 | Nebengebäude                                             | Zweigeschossiger Traufseitbau mit Satteldach und Fachwerkobergeschoss, rückseitig Fachwerkzwerchhaus mit Satteldach, gleichzeitig                                                                | D-5-75-118-10 Wikidata | weitere Bilder |
| Nähe Rathausplatz (Standort)                                 | Scheune                                                  | stattlicher Giebelbau mit Steilsatteldach und straßenseitigem Schopfwalm, gleichzeitig | D-5-75-118-10          | weitere Bilder |
| Rathausplatz 7 (Standort)                                    | Ehemaliges Wohnstallhaus                                 | Eingeschossiger Sandsteinquaderbau mit Satteldach und Fachwerkgiebel, bez. 1826 | D-5-75-118-34          | weitere Bilder |

### Bruckenmühle
| Lage                                              | Objekt                         | Beschreibung                                                                     | Akten-Nr.              | Bild           |
| ------------------------------------------------- | ------------------------------ | -------------------------------------------------------------------------------- | ---------------------- | -------------- |
| Bruckenmühle 1 (Standort)                         | Mühle, sogenannte Bruckenmühle | Zweigeschossiger Walmdachbau mit Fledermausgauben, zweite Hälfte 18. Jahrhundert | D-5-75-118-13 Wikidata | weitere Bilder |
| Bruckenmühle 1 (Standort)                         | Stall                          | Eingeschossiger Steinquaderbau mit Satteldach und Fledermausgauben, nach 1828    | D-5-75-118-13 Wikidata | weitere Bilder |
| Bruckenmühle 1 (Standort)                         | Scheune                        | Satteldachgebäude mit orthogonalem Anbau, nach 1828                              | D-5-75-118-13 Wikidata | weitere Bilder |
| Mühlgraben; an der Straße nach Stübach (Standort) | Marter                         | Spätmittelalterlich                                                              | D-5-75-118-14          | BW             |

### Dettendorf
| Lage                                              | Objekt         | Beschreibung | Akten-Nr.              | Bild |
| ------------------------------------------------- | -------------- | --- | ---------------------- | ---- |
| Heiligenbrunn (Standort)                          | 15 Grenzsteine | Hutesteine, oben abgerundete Sandsteinpfeiler mit Ritzrillen, zum Teil reliefiertes Kreuz an der Stirnseite, 1739 (Lage) (Lage) (Lage) (Lage) (Lage) (Lage) (Lage) (Lage) (Lage) (Lage) (Lage) (Lage) (Lage) (Lage) (Lage) (Lage) | D-5-75-118-27 Wikidata | BW   |
| Brunnleite, Heiligenbrunn, Schafranken (Standort) | 41 Grenzsteine | Oben abgerundete Sandsteinpfeiler mit Ritzrillen, darunter sog. fünf Läufersteine, schmale, oben abgerundete Sandsteinpfeiler mit Ritzrillen, spätes 16. Jh., ein Stein um 1710 (Lage) (Lage) (Lage) (Lage) (Lage) (Lage) (Lage) (Lage) (Lage) (Lage) (Lage) (Lage) (Lage) (Lage) (Lage) (Lage) (Lage) (Lage) (Lage) (Lage) (Lage) (Lage) (Lage) (Lage) (Lage) (Lage) (Lage) (Lage) (Lage) | D-5-75-118-33          | BW   |

### Hanbach
| Lage                                                         | Objekt                     | Beschreibung | Akten-Nr.              | Bild           |
| ------------------------------------------------------------ | -------------------------- | --- | ---------------------- | -------------- |
| Im Loch; hinter Kellerberg 6 und 8 bei Sportplatz (Standort) | Ehemalige Bierkelleranlage | Mit zum Teil tief liegenden Kellern; nicht nachqualifiziert, im Bayerischen Denkmal-Atlas nicht kartiert                               | D-5-75-118-24 Wikidata | BW             |
| Im Loch; hinter Kellerberg 6 und 8 bei Sportplatz (Standort) | Ehemalige Bierkelleranlage | Großer Keller mit Stützmauern aus Steinquadern, bezeichnet „1847“; nicht nachqualifiziert, im Bayerischen Denkmal-Atlas nicht kartiert | D-5-75-118-24 Wikidata | BW             |
| Im Loch; hinter Kellerberg 6 und 8 bei Sportplatz (Standort) | Ehemalige Bierkelleranlage | Keller, mit stichbogiger Tür, bezeichnet „1857“; nicht nachqualifiziert, im Bayerischen Denkmal-Atlas nicht kartiert                   | D-5-75-118-24 Wikidata | BW             |
| Im Loch; hinter Kellerberg 6 und 8 bei Sportplatz (Standort) | Ehemalige Bierkelleranlage | Keller, mit Rundbogentür, Mitte 19. Jahrhundert; nicht nachqualifiziert, im Bayerischen Denkmal-Atlas nicht kartiert                   | D-5-75-118-24 Wikidata | BW             |
| In Hanbach; an der Straße Diespeck-Stübach (Standort)        | Steinkreuz                 | Schaft unterirdisch, verwitterte Oberfläche, spätmittelalterlich                                                                       | D-5-75-118-15 Wikidata | weitere Bilder |

### Klobenmühle
| Lage                     | Objekt                        | Beschreibung                                                                               | Akten-Nr.              | Bild |
| ------------------------ | ----------------------------- | ------------------------------------------------------------------------------------------ | ---------------------- | ---- |
| Klobenmühle 1 (Standort) | Mühle, sogenannte Klobenmühle | Zweigeschossiger Walmdachbau mit Ecklisenen und bandförmigem Gurtgesims, bezeichnet „1796“ | D-5-75-118-16 Wikidata | BW   |

### Stübach
| Lage                                           | Objekt                                               | Beschreibung | Akten-Nr.              | Bild           |
| ---------------------------------------------- | ---------------------------------------------------- | --- | ---------------------- | -------------- |
| Gollfeld; am westlichen Ortsausgang (Standort) | Nest von fünf Steinkreuzen                           | Ein Kreuz gut erhalten, sonst stark verwittert, teils Arme abgebrochen, spätmittelalterlich | D-5-75-118-20 Wikidata | weitere Bilder |
| Hauptstraße 5 (Standort)                       | Hopfenscheune                                        | Krüppelwalmdachbau mit Hopfengauben, Gitterfachwerk auf Sandsteinsockel, 18./19. Jahrhundert | D-5-75-118-22 Wikidata | weitere Bilder |
| Hauptstraße 8 (Standort)                       | Pfarrhaus                                            | Zweigeschossiger Walmdachbau mit Fledermausgauben, erdgeschossig mit Ecklisenen und geohrten, profilierten Hausteinrahmungen, Fachwerkobergeschoss mit Andreaskreuzen und K-Streben, bezeichnet „1742“ und „1778“ | D-5-75-118-17 Wikidata | weitere Bilder |
| Hauptstraße 8 (Standort)                       | Hofmauer                                             | mit Torpfosten, massiv mit Ziegeldeckung, bezeichnet „1764“ | D-5-75-118-17 Wikidata | weitere Bilder |
| Hauptstraße 8 (Standort)                       | Waschhaus                                            | Eingeschossiger Walmdachbau, zweite Hälfte 19. Jahrhundert | D-5-75-118-17 Wikidata | weitere Bilder |
| Kirchgasse 9 (Standort)                        | Wohnhaus                                             | Eingeschossiger Satteldachbau, reiches Fachwerk mit Andreaskreuzen, gewendelten Eckstab, geschnitzten Balustern und Säulen mit Kerbschnitt, bezeichnet „1734“                                                     | D-5-75-118-18 Wikidata | weitere Bilder |
| Kirchgasse 11 (Standort)                       | Evangelisch-lutherische Pfarrkirche St. Bartholomäus | Saalbau, Quaderbau aus Kalk- und Sandstein, Turm und Chorbogen im Kern 14. Jahrhundert, Turmhelm über vier Giebeln, 1872, Langhaus mit Satteldach und eingezogenem Polygonalchor, 1888–93; mit Ausstattung        | D-5-75-118-19 Wikidata | weitere Bilder |
| Kirchgasse 11 (Standort)                       | Reste der Kirchhofmauer                              | Niedrige Bruchsteinmauer, spätmittelalterlich | D-5-75-118-19 Wikidata | weitere Bilder |
| Kirchgasse 11, im Kirchhof (Standort)          | Steinkreuz                                           | Mit Relief von Pflugschar und Reute, 16. Jahrhundert | D-5-75-118-19 Wikidata | weitere Bilder |
| Kirchgasse 13 (Standort)                       | Ehemaliges Schulhaus                                 | Zweigeschossiger Satteldachbau, Ziegelstein abgesetzt mit Eckquaderung, profilierten Rahmungen und Gesimsen aus Sandstein, 1883                                                                                   | D-5-75-118-23 Wikidata | weitere Bilder |

## Ehemalige Baudenkmäler
| Lage                          | Objekt   | Beschreibung                   | Akten-Nr.              | Bild |
| ----------------------------- | -------- | ------------------------------ | ---------------------- | ---- |
| Diespeck Schleifmühlstraße 19 | Türsturz | Mit Mühlrad, bezeichnet „1768“ | D-5-75-118-11 Wikidata | BW   |